# Kanton Vallée de l’Isle
Der Kanton Vallée de l’Isle ist seit 2015 ein französischer Wahlkreis im Arrondissement Périgueux, im Département Dordogne und in der Region Nouvelle-Aquitaine.

## Gemeinden
Der Kanton besteht aus 21 Gemeinden mit insgesamt 17.165 Einwohnern (Stand: 1. Januar 2022) auf einer Gesamtfläche von 350,89 km²:
| Gemeinde                    | Einwohner 1. Januar 2022 | Fläche km² | Dichte Einw./km² | Code INSEE | Postleitzahl |
| --------------------------- | ------------------------ | ---------- | ---------------- | ---------- | ------------ |
| Beaupouyet                  | 558                      | 22,63      | 25               | 24029      | 24400        |
| Beauronne                   | 372                      | 19,24      | 19               | 24032      | 24400        |
| Bourgnac                    | 352                      | 9,06       | 39               | 24059      | 24400        |
| Chantérac                   | 647                      | 18,94      | 34               | 24104      | 24190        |
| Douzillac                   | 846                      | 17,17      | 49               | 24157      | 24190        |
| Les Lèches                  | 383                      | 21,58      | 18               | 24234      | 24400        |
| Mussidan                    | 2.778                    | 3,85       | 722              | 24299      | 24400        |
| Neuvic                      | 3.663                    | 25,82      | 142              | 24309      | 24190        |
| Saint-Aquilin               | 463                      | 22,35      | 21               | 24371      | 24400        |
| Saint-Étienne-de-Puycorbier | 109                      | 13,54      | 8                | 24399      | 24400        |
| Saint-Front-de-Pradoux      | 1.157                    | 9,01       | 128              | 24409      | 24400        |
| Saint-Germain-du-Salembre   | 906                      | 19,55      | 46               | 24418      | 24190        |
| Saint-Jean-d’Ataux          | 132                      | 12,11      | 11               | 24424      | 24190        |
| Saint-Laurent-des-Hommes    | 1.022                    | 31,94      | 32               | 24436      | 24400        |
| Saint-Louis-en-l’Isle       | 311                      | 2,82       | 110              | 24444      | 24400        |
| Saint-Martin-l’Astier       | 140                      | 9,40       | 15               | 24457      | 24400        |
| Saint-Médard-de-Mussidan    | 1.619                    | 24,45      | 66               | 24462      | 24400        |
| Saint-Michel-de-Double      | 228                      | 29,48      | 8                | 24465      | 24400        |
| Saint-Séverin-d’Estissac    | 91                       | 5,31       | 17               | 24502      | 24190        |
| Sourzac                     | 1.127                    | 23,37      | 48               | 24543      | 24400        |
| Vallereuil                  | 261                      | 9,27       | 28               | 24562      | 24190        |
| Kanton Vallée de l’Isle     | 17.165                   | 350,89     | 49               | 2424       | –            |